# Ryszard Łukasik (piłkarz)
Ryszard Łukasik (ur. 21 lutego 1956 w Poznaniu) – polski piłkarz i trener piłkarski.

## Rodzina
Ma syna Łukasza, który grał, m.in. w: Unii Swarzędz i Warcie Poznań.

## Kariera piłkarska
W latach 80. XX wieku był piłkarzem I-ligowej Olimpii Poznań. Reprezentował także barwy Kujawiaka Włocławek.

## Kariera trenerska
Po zakończeniu kariery piłkarskiej rozpoczął pracę szkoleniową. Był zatrudniony m.in. w Olimpii Poznań, Unii Swarzędz, Sokole Pniewy, Amice Wronki, Lubuszaninie Drezdenko, Lechu Poznań, Kujawiaku Włocławek, Zawiszy Bydgoszcz, Warcie Poznań, oraz Stomilu Olsztyn.